# (28060) 1998 OL8
1998 أو أل 8 (ويعرف أيضًا باسم (28060) 1998 أو أل 8 وفق تسمية الكوكب الصغير) (بالإنجليزية: 1998 OL8)‏ هو كويكب ضمن حزام الكويكبات؛ وترتيبه 28060 من حيث الاكتشاف.
اكتُشف هذا الجُرم الفلكي بواسطة إيريك والتر إلست في 26 يوليو 1998.

## وصلات خارجية
- (28060) 1998 OL8 في قاعدة بيانات مختبر الدفع النفاث لأجرام النظام الشمسي الصغيرة

- الاكتشاف · مخطط المدار ·  العناصر المدارية · المعلمات المادية

- (28060) 1998 OL8 على موقع ويكي سكاي: DSS2, SDSS, GALEX, IRAS, Hydrogen α, X-Ray, Astrophoto, Sky Map, Articles and images